# Microgolfdestructie
Microgolfdestructie is een hulpmiddel in de analytische chemie om monstermateriaal dat niet op normale manier in oplossing is te brengen, te behandelen om dat toch te bereiken.
Het toestel bestaat uit een samenstel van een drukvat en een magnetron als verwarming.
In het vat kunnen een aantal goed afsluitbare vaatjes van inert materiaal, zoals teflon of kwarts, die ook tegen hoge druk bestand zijn worden geplaatst.
In die vaatjes wordt het monstermateriaal geplaatst, samen met een sterk zuur (bijvoorbeeld koningswater) of sterke base (bijvoorbeeld kaliloog).
De vaatjes worden afgesloten en in een draaibare houder geplaatst, de ruimte wordt afgesloten en de magnetron, die zich in de bodem of de deksel van het toestel bevindt, wordt gestart volgens een vooringesteld programma.
De hoogfrequentenergie die de magnetron opwekt wordt alleen geabsorbeerd door de vloeistof die het monstermateriaal omgeeft, die daardoor heet wordt.
De bereikte temperatuur wordt bewaakt door sensoren in de bodem, terwijl de druk vaak wordt bewaakt door een veiligheid op ieder vaatje.
Door de verhoogde temperatuur en druk gaat het monstermateriaal, als het goed is, in oplossing en blijft ook in oplossing als de vaatjes uitgenomen en geopend worden.